# Neue Reifenzeitung
 (avril 2019).

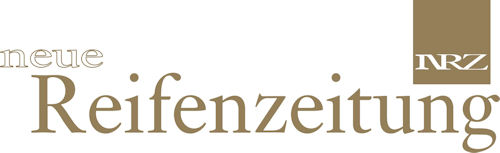
Logo.

La Neue Reifenzeitung est une revue spécialisée en langue allemande pour le marché du pneu, de la roue et des accessoires. Le rédacteur en chef, éditeur et fondateur du magazine est Klaus Haddenbrock. La Neue Reifenzeitung est parue pour la première fois en 1981 et a été publiée au Stade (Basse-Saxe) par Profil-Verlag GmbH. Elle est publiée mensuellement avec un tirage d'environ 6500 exemplaires, dont 6300 sont principalement distribués en Europe germanophone. Outre le magazine, les éditions Profil-Verlag publient également le supplément Retreading Special rechapage, publié en mars, juin et septembre, ainsi que des résumés des essais saisonniers des pneus été et hiver des grandes organisations et magazines.
La Neue Reifenzeitung est l'un des deux magazines spécialisés du marché allemand du pneu.
Depuis 1987, Tyre Industry Publications Ltd, fondée en 1946 et basée à Stoke-on-Trent (Grande-Bretagne), appartient également au groupe d'édition. Elle publie le magazine de pneus en anglais Tyres & Accessories et gère son propre portail d'information. Le dernier produit de l'éditeur est un portail pour le marché italien du pneu : PneusNews.it. La maison d'édition Pneusnews Srl est fondée en 2010 à Belluno (Vénétie) dans le nord de l'Italie. Outre le portail d'information de PneusNews.it, la maison d'édition publie également des publications imprimées sur divers sujets éditoriaux. 

## Reifenpresse.de
La Neue Reifenzeitung exploite son propre portail d'information depuis 1998. Sur la base des nouvelles et des articles de fond qui y sont publiés quotidiennement, la rédaction envoie chaque jour un bulletin électronique à plus de 6000 abonnés. Depuis 2000, le magazine gère également une base de données complète de tests de pneus sur son portail, dans laquelle les résultats de plus de 5000 pneus sont répertoriés d'ici fin 2017. Depuis 2010, la revue spécialisée exploite également un portail d'information pour les appareils mobiles.